# Günter Zöller (Philosoph)

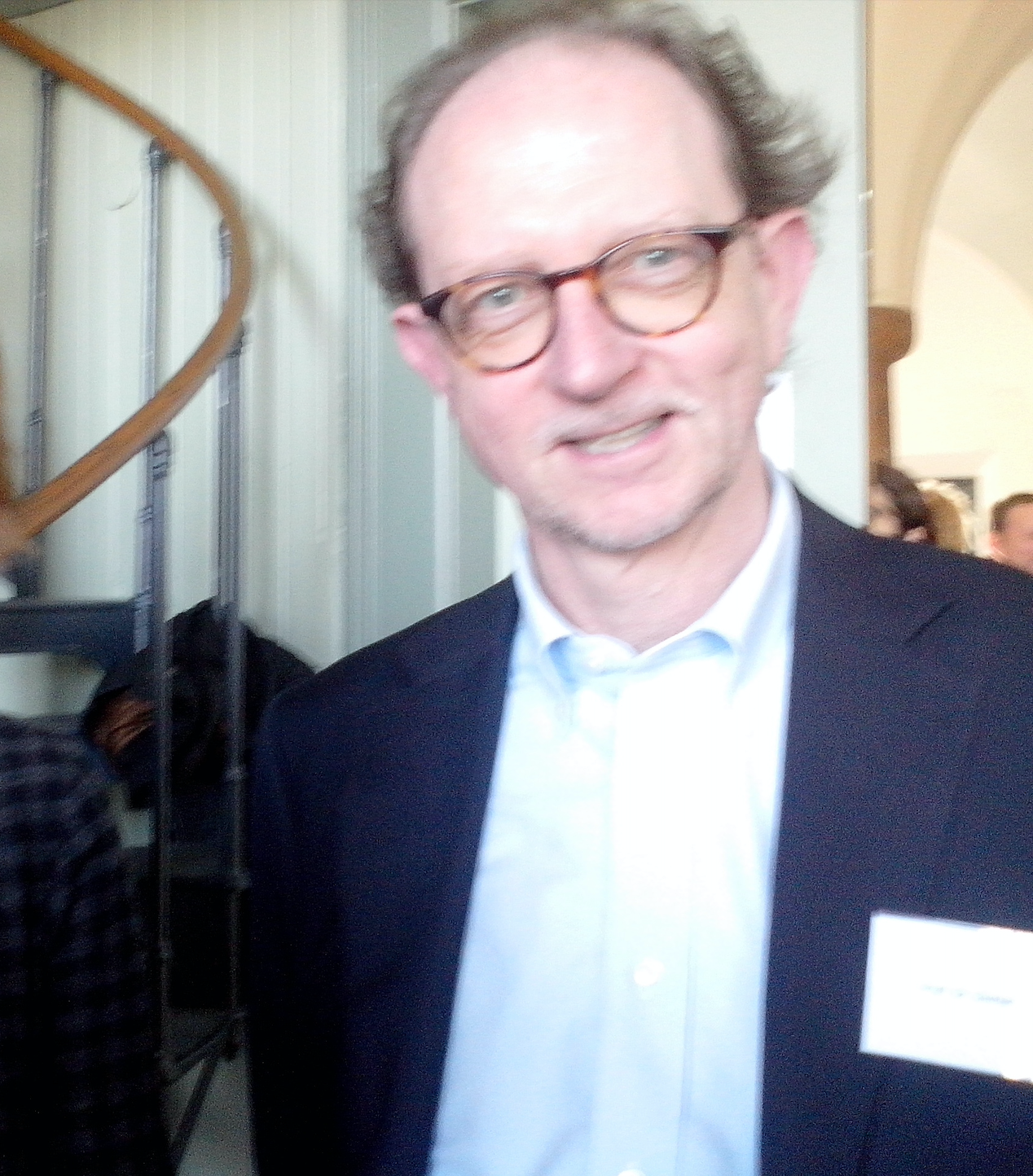
Günter Zöller an der Ludwig-Maximilians-Universität München 2016

Günter Zöller (* 10. Dezember 1954) ist ein deutscher Philosoph und Hochschullehrer mit Schwerpunkten in der Philosophie des Deutschen Idealismus, Erkenntnistheorie und Metaphysik, Moralphilosophie und politische Philosophie sowie Ästhetik, Kunstphilosophie und Musikphilosophie. Zu Zöllers editorischen Werken zählen eigene Übersetzungen Kants und Fichtes in die englische Sprache. Als erster Philosoph erhielt Zöller im Jahr 2011 den John-G.-Diefenbaker-Preis.

## Leben

### Studium, Promotion und erste Lehrtätigkeit: Europa und USA, Anfänge bis 1982
Nach dem Abitur im Jahr 1973 erfolgte ein Studium der Philosophie, Romanistik, Komparatistik und Kunstgeschichte an der Universität Bonn (1975–1979 und 1980–1982), ein Studium der Philosophie an der Ecole normale supérieure, Paris (1979–1980) und an der Brown University, Providence, USA (1983–1984). Hans Wagner, Ingeborg Heidemann und Peter Baumanns gehören in Bonn zu Zöllers akademischen Lehrerinnen und Lehrern. In Paris sind Jacques Derrida und Claude Imbert seine akademischen Lehrer, am Collège de France hörte Zöller Vorlesungen bei Jules Vuillemin und Michel Foucault. Nach dem Magister Artium im Jahr 1980, der mit einer vergleichenden Arbeit zur Transzendentalphilosophie bei Kant und Heidegger erworben wird, wurde er im Jahr 1982 zum Dr. phil. an der Universität Bonn promoviert mit einer Doktorarbeit zum Thema Theoretische Gegenstandsbeziehung bei Kant: zur systematischen Bedeutung der Termini „objektive Realität“ und „objektive Gültigkeit“ in der „Kritik der reinen Vernunft“. Zöller war Stipendiat der Studienstiftung des deutschen Volkes (1974–1982, davon 1980–1982 Promotionsstipendium). Zöller war in den Jahren 1977 bis 1979 und 1980 bis 1981 als Tutor und studentische Hilfskraft und schließlich als wissenschaftliche Hilfskraft am Philosophischen Seminar A der Universität Bonn tätig.

### Internationale Lehr- und Forschungstätigkeit: USA und Europa, 1982 bis 2000
Zöller ist von 1982 bis 1999, mit wenigen Unterbrechungen, in den USA tätig. Zunächst ist er Student am Department of Philosophy der Brown University und hört bei Roderick Chisholm und Ernest Sosa analytische Erkenntnistheorie, Philosophie des Geistes und Metaphysik. Es folgten Forschungs- und Lehrtätigkeiten als Teaching Associate am Department of German der Brown University 1983 bis 1984 und als Visiting Assistant Professor of Philosophy am Grinnell College, Grinnell, USA, in den Jahren 1984 bis 1985, daraufhin als Assistant Professor of Philosophy am Grinnell College 1985 bis 1987. Zöller arbeitet als Visiting Assistant Professor of Philosophy an der University of Iowa, Iowa City, USA, in den Jahren 1986 bis 1987, als Assistant Professor of Philosophy an der University of Iowa von 1987 bis 1992 und schließlich als Associate Professor of Philosophy (mit tenure) an der University of Iowa von 1992 bis 1996. Zöller war Full Professor of Philosophy (mit tenure) an der University of Iowa von 1996 bis 2000 (2000 beurlaubt), dabei war er von 1996 bis 1999 Chair des Departments of Philosophy an der University of Iowa.
Günter Zöller hatte zwischen 1993 und 1996 je einsemestrige Forschungsstipendien inne an der University of Iowa, sogenannte University Faculty Scholarships. In dieser Zeit verbrachte er jeweils mehrmonatige Forschungsaufenthalte an der Brown University, am Queen’s College, Oxford, an der Eberhard-Karls-Universität Tübingen, an der Harvard University und wieder an der Ecole normale supérieure, Paris. Im Jahr 1993 war Zöller Gastprofessor am Department of Philosophy der Princeton University, USA. Von 1993 bis 1994 war er Fellow am National Endowment for the Humanities in Washington, D.C., mit dem einjährigen Forschungsstipendium Fellowship for University Teachers.

### Internationale Lehr- und Forschungstätigkeit: Europa, USA, Südkorea, Kanada, China, seit 2000
(Ausführliche Darstellung im Abschnitt „Werk“)
Zöller war Professor für Philosophie an der Ludwig-Maximilians-Universität München von 1999 bis zu seiner Emeritierung zum 30. September 2020. Er forschte und lehrte zu Immanuel Kant, zur Philosophie des Deutschen Idealismus, insbesondere zu Johann Gottlieb Fichte, Schelling und Hegel, zu Schopenhauer, des Weiteren zu Nietzsche, Husserl, Brentano, Adorno, Heidegger und Derrida.
Unter Günter Zöllers Leitung wurde vom 14. bis 21. Oktober 2003 der internationale Kongress J. G. Fichte: Das Spätwerk (1808-1814) und das Lebenswerk (Fünfter Kongress der Internationalen Johann-Gottlieb-Fichte-Gesellschaft in Verbindung mit dem Istituto per gli studi filosofici, Neapel, der Bayerischen Akademie der Wissenschaften und der Ludwig-Maximilians-Universität München) in München als dreisprachige Veranstaltung mit 124 Vorträgen und circa 170 Teilnehmerinnen und Teilnehmern aus 19 Ländern ausgerichtet.
Zu Zöllers 65. Geburtstag, verbunden mit seiner Emeritierung im Folgejahr, erschienen drei Festschriften mit Beiträgen von ehemaligen Münchner Schülerinnen und Schülern, von südamerikanischen und europäischen Kolleginnen und Kollegen sowie von europäischen und nordamerikanischen Kolleginnen und Kollegen.

### Internationale Gastprofessuren: 2006 bis heute
Zu den internationalen Gastprofessuren, die Günter Zöller innehatte, zählen in chronologisch aufsteigender Reihenfolge:
- Woodruff Endowment Visiting Professor, Department of Philosophy, Emory University, Atlanta, USA, 2006
- Visiting Professor of Philosophy, Seoul National University, Seoul, Südkorea, 2010
- Gastprofessor für Philosophie, Venice International University, Venedig, Italien, 2011
- Gastprofessor, Department of Philosophy, McGill University, Montreal, Kanada, 2012–2013
- Tang Chun-I Visiting Professorship in Philosophy, The Chinese University of Hong Kong, 2012
- Visiting Professor/Senior Fellow, Instituto di Studi Avanzati, Alma Mater Studiorum Università di Bologna, Bologna, Italien, 2013
- Gastprofessor, Huazhong University of Science and Technology (HUST), Wuhan, V.R. China, 2014–2017
- Gastprofessor für Philosophie, Venice International University und Università Ca' Foscari Venezia, Venedig, Italien, 2015
- Gastprofessor für Philosophie, Venice International University und Università Ca' Foscari Venezia, Venedig, Italien, 2017

### Diefenbaker Award
Im Jahr 2011 wurde Günter Zöller der John G. Diefenbaker Award des Canadian Council for the Arts verliehen. Der Preis ging mit Zöller zum ersten Mal in den zwei Jahrzehnten seines Bestehens an einen Philosophen. Mit dem John G. Diefenbaker Award forschte Günter Zöller von 2012 bis 2013 an der McGill University in Montreal im Rahmen seines Forschungsprojekts „Homo homini civis“ (Arbeitstitel) zur politischen Philosophie zwischen Kant und Hegel.

### Internationale Vortragstätigkeit
Rege Autorschaft, Vortragstätigkeit und Tätigkeiten als Übersetzer bis zum heutigen Tag aufweisend, kann Günter Zöller eine bemerkenswerte wissenschaftliche Aktivität verzeichnen mit nahezu einem halben Tausend Vorträgen an Universitäten und auf philosophischen Kongressen und Tagungen in Deutschland, den USA, Kanada, Brasilien, Argentinien, Frankreich, der Schweiz, Österreich, Italien, Spanien, Portugal, England, Schottland, Norwegen, Dänemark, Belgien, Luxemburg, den Niederlanden, der Tschechischen Republik, Ungarn, Kroatien, Russland, Polen, Griechenland, Australien, Neuseeland, Südkorea, Japan, der Volksrepublik China, Taiwan und dem Iran.

### Persönliches
Günter Zöller lernt die Literaturwissenschaftlerin und Medienkünstlerin Marlena G. Corcoran (geboren in New York City) in Paris während der gemeinsamen Studienzeit an der École normale supérieure kennen. Seit dem Jahr 1985 ist das Paar verheiratet.

## Werk
Günter Zöller ist der Verfasser, Herausgeber und Mitherausgeber von mehr als 35 Büchern und der Autor von weit über 400 Aufsätzen und Beiträgen in Zeitschriften, Sammelbänden und Nachschlagewerken in deutscher sowie englischer, französischer, italienischer, brasilianischer, kroatischer, niederländischer, polnischer, tschechischer, japanischer, chinesischer, koreanischer, russischer, ukrainischer, bulgarischer, isländischer, türkischer und persischer Sprache (Stand: Februar 2024).
Er hat sich editorisch und durch selbst geleistete Übersetzungen in die englische Sprache insbesondere mit Werken Kants und Fichtes befasst.

### Forschung und Lehre an der University of Iowa
Während seiner Zeit in den USA arbeitete Zöller vor allem zu Immanuel Kant. Zöller ist Mitbegründer der North American Kant Society im Jahr 1985. Im Rahmen von Forschungsstipendien durch das National Endowment for the Humanities, Washington, D.C. (1991, 1992, 1993–1994) entstanden Veröffentlichungen zur Theorie der Subjektivität vor Kant, bei Kant und im deutschen Idealismus sowie eine systematische Studie zur Transzendentalphilosophie bei Fichte. Weitere Schwerpunkte der Forschung in den USA waren die Philosophie Schopenhauers und Heideggers. So bewerkstelligte Zöller die Überführung des Nachlasses von Eric F. J. Payne, Schopenhauers englischsprachigem Übersetzer, an die Universitätsbibliothek der University of Iowa. Aus dem Payne-Nachlaß konnte Zöller eine verschollene unveröffentlichte Übersetzung von Schopenhauers Freiheitsschrift in überarbeiteter Form publizieren.
In die Jahre an der University of Iowa, deren Philosophie-Department in der Emigrationsgeschichte des Wiener Kreises eine Schlüsselrolle mit langfristiger lokaler Nachwirkung gespielt hatte, fiel auch Zöllers intensivere Beschäftigung mit der österreichischen Philosophie, insbesondere Brentano, Meinong und Husserl.

### Forschung, Lehre und Publikationstätigkeiten an der Ludwig-Maximilians-Universität München
Mit dem Wechsel an die Ludwig-Maximilians-Universität München, an der Zöller vom Sommersemester 1999 bis zum Sommersemester 2020 als Universitätsprofessor lehrte, ging – unter Beibehaltung des bisherigen historischen Schwerpunkts auf Kant und des systematischen Schwerpunkts auf kritisch-transzendentaler Philosophie sowie unter Fortführung der Zusammenarbeit mit nordamerikanischen und britischen Kollegen, Zeitschriften und Verlagen – ein verstärkter Fokus auf Johann Gottlieb Fichte in Zöllers Lehr- und Forschungsaktivitäten einher.

#### Forschung und Lehre, Übersetzungen und Veröffentlichungen zu Johann Gottlieb Fichte
Seit 2000 war Zöller Herausgeber der Johann-Gottlieb-Fichte-Gesamtausgabe der Bayerischen Akademie der Wissenschaften und Mitherausgeber der in diesem Zeitraum bis zum Abschluss der Ausgabe im Jahr 2012 erschienenen 14 Bände der Edition. Zöllers weitere Münchener Aktivitäten zur Philosophie Fichtes im allgemeinen und speziell zum spekulativen und politischen Spätwerk Fichtes umfassten eine mehrteilige Serie von Seminaren zu den späten Darstellungen der Wissenschaftslehre und zur politischen Philosophie Fichtes, die Organisation und anschließende Publikation von einschlägigen Vortragsreihen und Tagungen, die Neuübersetzung von Fichtes umfangreichster Veröffentlichung, Das System der Sittenlehre (1798), ins Englische, einen Sammelband zum Staatsdenken Fichtes sowie Aufsatzreihen zu den späten Darstellungen der Wissenschaftslehre und zur politischen Philosophie Fichtes und schließlich die Herausgabe eines internationalen englischsprachigen Übersichtswerks zur Philosophie Fichtes.
Ein Schwerpunkt von Zöllers Münchner Forschungs- und Veröffentlichungstätigkeit lag auf dem Verfassen einer Serie von Abhandlungen teils allgemeinen, teils spezielleren Charakters zur Vorstellung und Einschätzung von Fichtes Gesamtwerk, einschließlich seines Verhältnisses zu Kant, zu Fichtes zentralen Themen- und Problemstellungen und zu seinem schwierig einzuschätzenden Spätwerk.
Zur 200. Wiederkehr von Fichtes Todestag erschien Fichte lesen (Stuttgart, Bad Cannstatt 2013), eine einführende Gesamtdarstellung von Fichtes Denken, deren Übersetzung ins Japanische 2014 und ins Spanische 2015 erschienen. Übersetzungen ins Italienische und Chinesische folgten 2018 und 2019, Übersetzungen ins Koreanische und Portugiesische befinden sich in Planung.

#### Forschung und Lehre, Übersetzungen und Veröffentlichungen zu Immanuel Kant
Zöllers fortgesetzte editorische Bemühungen um Kant resultierten in einer englischsprachigen Studienausgabe der Prolegomena zu einer jeden künftigen Metaphysik, der Herausgabe von Kants Schriften zu Anthropologie, Geschichtsphilosophie und Pädagogik im Rahmen der ersten englischsprachigen Gesamtausgabe von Kants Werken und der Mitwirkung an der Komplettierung und Revision der Akademie-Ausgabe von Kant’s gesammelten Schriften.
Zöllers fortgesetzte Forschungs- und Publikationstätigkeit zu Kant schlug sich nieder in Veröffentlichungen zu zentralen Themen, Problemen und Fragestellungen der Philosophie Kants: der theoretischen Philosophie, insbesondere dem Verhältnis von Kritik und Metaphysik und dem Verhältnis von Einbildungskraft und Verstand, der Ethik und Religionsphilosophie, der Rechtsphilosophie und der politischen Philosophie, speziell der Auseinandersetzung mit dem Naturrecht und dem Vergleich mit antiker und frühmoderner politischer Philosophie, sowie der Geschichtsphilosophie und der Anthropologie.
Zöller war Initiator (Principal Investigator) des DFG-Netzwerks 2. Teil von Kants „Metaphysik der Sitten“ mit der Laufzeit von 2007 bis 2009. Dazu kamen zahlreiche Beiträge zu lexikalischen Werken über Kant.

#### Forschung und Lehre zum Deutschen Idealismus
In Ergänzung des historisch-systematischen Schwerpunkts auf Kants und Fichtes Prinzipientheorie von theoretischer wie praktischer Subjektivität und Intersubjektivität hat Zöller in seiner Münchner Zeit zu den alternativen Ausprägungen des nachkantischen Philosophierens bei Schelling und Hegel gelehrt und geforscht. In der Beschäftigung mit Schelling stand dabei die indifferentistische Konzeption des Absoluten in der Identitätsphilosophie und die politisch-theologische Dimension der Spätphilosophie im Vordergrund. Zöllers Arbeiten zu Hegel kreisten um den Begriff des objektiven Geistes und speziell dessen rechtlich-politische Dimension und deren spezifisch moderne Ausgestaltung. Dabei bildete der kontrastive Vergleich von Antike und Moderne den historisch-systematischen Rahmen der Untersuchungen.

#### Forschung und Lehre zur politischen Philosophie, Ästhetik und Kunstphilosophie
Zu den historischen und systematischen Problemstellungen im Umkreis Kants und des deutschen Idealismus, mit fortgesetztem Fokus auf die zusammenhängenden Theorien von Subjektivität, Intersubjektivität und Objektivität, ist in Zöllers Münchener Forschung und Lehre die Beschäftigung mit politischer Philosophie sowie mit Ästhetik und Kunstphilosophie gekommen – historisch im Rückgriff auf Platon und Aristoteles, Hobbes und Spinoza, Montesquieu und Rousseau, B. Constant und Alexis de Tocqueville sowie Schopenhauer, Richard Wagner und Nietzsche, systematisch in der Beschäftigung mit Grundfragen der Staatsphilosophie, insbesondere dem Republikanismus und dem Föderalismus, und der Kunstästhetik, speziell den philosophischen Dimensionen der Gegenwartskunst und der gesellschaftlich-politischen Rolle von Kunst als kritischer Erkenntnisform.
Die Verbindung seiner langfristigen Forschungsinteressen an Kant und dem deutschen Idealismus mit dem zusätzlichen Schwerpunkt auf politischer Philosophie führte Zöller zu einem ausgedehnten Zyklus von Beiträgen zur klassischen deutschen politischen Philosophie, insbesondere zur politischen Philosophie Fichtes in deren historisch-systematischer Spanne zwischen (Proto-)Liberalismus und (Proto-)Sozialismus, sowie von Fichtes später Staatslehre (1813).
In die Münchener Zeit fällt auch Zöllers Beschäftigung in Forschung und Lehre mit dem Werk Richard Wagners. Schwerpunkt seiner Serie von Wagner-Arbeiten ist die eigene philosophische Dignität von Wagners Denken über Musik und Drama, jenseits seiner Beeinflussung durch Feuerbach und Schopenhauer und diesseits seiner Rezeption durch Nietzsche. Richard Wagner tritt dabei zutage als origineller Beiträger zur geistig-kulturellen und zivisch-politischen Konfrontation von Antike und Moderne, der deshalb philosophisch in die direkte Nachfolge Hegels gehört.

#### Antike Philosophie und frühmoderne Philosophie von Geschichte, Staat und Gesellschaft
Aus der zweiten Hälfte von Zöllers Münchner Jahren datiert außerdem eine Serie von Lehrveranstaltungen in englischer Sprache zur klassisch-antiken und frühmodernen Philosophie von Geschichte, Staat und Gesellschaft. Die Seminare galten unter anderem der mythisch-historischen Gründungsgestalt eines ersten Gesetzgebers, dem republikanischen Begriff der Freiheit, dem Verhältnis von Krieg und Frieden in Antike und Moderne, dem Verhältnis von Freiheit und Sicherheit bei Thomas Hobbes, der Begründung des politischen Liberalismus bei John Locke und John Stuart Mill, dem Verhältnis von Gesetz und Freiheit bei Montesquieu, dem Verhältnis von Markt und Macht in der schottischen Aufklärung, der Interpretation des römischen Imperiums im Kontext der politischen Philosophie der Aufklärung bei Edward Gibbon und der Zusammenführung von Republikanismus und Föderalismus in der amerikanischen Verfassungsdebatte bei James Madison und Alexander Hamilton.

#### Überblickswerk zur Philosophie des 19. Jahrhunderts
Zum Abschluss seiner von ihm über zwei Jahrzehnte gehaltenen Münchner Vorlesungen über die Philosophie der Neuzeit im Allgemeinen und die klassische deutsche Philosophie im Besonderen erschien von Zöller eine Überblicksdarstellung zur Philosophie des „langen“ 19. Jahrhunderts zwischen Kant und Nietzsche, Philosophie des 19. Jahrhunderts, München 2018. Die Darstellung ordnet jedem der 13 ausgewählten Denker einen spezifischen Grundbegriff zu. Der traditionelle Parcours durch die deutschsprachige Philosophie des 19. Jahrhunderts wird dabei gezielt ergänzt um den Einbezug französischer, britischer und nordamerikanischer Autoren, darunter Alexis de Tocqueville und Henry David Thoreau.

#### Überblicksdarstellung zur Geschichte der politischen Philosophie
2024 erschien eine umfangreiche Buchpublikation zur Geschichte der politischen Philosophie, die in vierzehn geographisch und chronologisch geordneten Kapiteln je drei politische Philosophen und Philosophinnen in historischer wie systematischer Hinsicht zusammenführt. Die vierzehn anhand ihrer Hauptwerke vergleichend und kontrastiv dargestellten Philosophinnen und Philosophen reichen von der griechischen und römischen Antike über das christliche Mittelalter bis in die nordatlantische Neuzeit und die jüngere globale Gegenwart. Der systematische Schwerpunkt der Darstellung liegt auf dem Zusammenspiel von politischer Geschichte und politischer Philosophie. Der historische Schwerpunkt der Darstellung liegt auf dem Zusammenspiel von Freiheit, Recht und Gesetz im westlichen Denken der letzten zweieinhalb Jahrtausende.

#### Transdisziplinäre Aktivitäten
Zöllers Münchner transdisziplinäre Aktivitäten umfassten Kooperationen in Forschung und Lehre mit den Literaturwissenschaften, der Kunstgeschichte und der Musikwissenschaft.
In den Jahren 2006 bis 2009 und 2009 bis 2012 war Zöller Mitglied der Forschergruppe Anfänge (in) der Moderne: Theoretische Konzepte, literarische Figurationen, historische Konstruktionen der Ludwig-Maximilians-Universität München, mit reger Tagungs- und Publikationstätigkeit u. a. zu Themen der Frühen Neuzeit, der klassischen deutschen Philosophie und der Philosophie der Moderne.

### Internationale wissenschaftliche Kooperation: Europa, Amerika, Asien, Australien
Zöller ist vielfach Mitglied und Initiator internationaler wissenschaftlicher Kooperation und Kollaboration zu philosophischen Themen. Zöller erhielt beispielsweise einen Discovery Grant vom Australian Research Council für ein kollaboratives Forschungsprojekt zur klassischen deutschen Philosophie mit der University of Tasmania, Australien (Marcelo Stamm), und der University of Auckland, Neuseeland (Julian Young), in den Jahren 2006 bis 2009. Seit 2009 hielt sich Zöller regelmäßig zu Vorträgen, Tagungen und Workshops an Universitäten in Brasilien auf.
Zöller wirkt als Gründungsmitglied mit am Erasmus Mundus Master-Studiengang Deutsche und Französische Philosophie in Europa seit 1800 (EuroPhilo) im Konsortium von sieben europäischen Universitäten (in Frankreich, Belgien, Luxemburg, Italien, Portugal, Tschechien und Deutschland) in den Jahren 2006 bis 2012.
Zu der fortgesetzten Kooperation mit nordamerikanischen Kollegen und Institutionen im Bereich der Kant- und Idealismusforschung ist in Zöllers Lehr- und Forschungstätigkeit zunehmend die Orientierung auf Ostasien, Australien und Südamerika getreten. Im Zentrum seiner Besuche in Japan, Südkorea und China (Mainland China, Hong Kong und Taiwan) stand die Philosophie Kants, Fichtes und Hegels, insbesondere deren praktische und politische Philosophie. Im Frühjahr 2010 nahm Zöller eine Gastprofessur für Philosophie an der Seoul National University in Südkorea wahr. In den Jahren 2012 bis 2013 forschte Zöller im Rahmen der Auszeichnung mit dem Diefenbaker Award in Kanada. Zwischen 2014 und 2017 war Zöller Gastprofessor an der Huazhong University of Science and Technology in Wuhan in der Volksrepublik China.

## Schriften (Auswahl)

### Monographien
- Geschichte der politischen Philosophie. Von der Antike bis zur Gegenwart, CH. Beck, München 2024
- Hegels Philosophie, CH. Beck, München 2020
- Philosophie des 19. Jahrhunderts, CH. Beck, München 2018
- Fichte lesen, Frommann-Holzboog, Stuttgart, Bad Cannstatt 2013
- Fichte´s transcendental philosophy, Cambridge University Press, Cambridge 1998
- Theoretische Gegenstandsbeziehung bei Kant, De Gruyter, Berlin, New York 1984 [Bonn Diss. 1982], Reprint 2010

### Herausgeberschaft
- Der Staat als Mittel zum Zweck: Fichte über Freiheit, Recht und Gesetz, Nomos, Baden-Baden 2011
- The Cambridge Edition of the Works of Immanuel Kant, vol. 7: Anthropology, History and Education, edited and translated by Robert B. Louden and Günter Zöller, Cambridge 2007, Paperback-Ausgabe 2011
- Johann Gottlieb Fichte. Das Spätwerk (1810-1814) und das Lebenswerk, Beiträge zum Fünften Internationalen Fichte-Kongress in München (14. bis 21. Oktober 2003), 5 Bde., hg. mit Hans Georg von Manz, Amsterdam und Atlanta 2006–2009
  - Fichtes letzte Darstellungen der Wissenschaftslehre. Beiträge des Fünften Internationalen Fichte-Kongresses München 2003, Bd. 1., Amsterdam und Atlanta 2006
  - Praktische Philosophie in Fichtes Spätwerk. Beiträge des Fünften Internationalen Fichte-Kongresses München 2003, Bd. 2, Amsterdam und Atlanta 2006
  - Fichtes Spätwerk im Vergleich. Beiträge des Fünften Internationalen Fichte-Kongresses München 2003, Bd. 3, Amsterdam und Atlanta 2006
  - Grund- und Methodenfragen in Fichtes Spätwerk. Beiträge des Fünften Internationalen Fichte-Kongresses München 2003, Bd. 4, Amsterdam und Atlanta 2007
  - Grundbegriffe in Fichtes Spätwerk. Beiträge des Fünften Internationalen Fichte-Kongresses München 2003. Bd. 5, Amsterdam und Atlanta 2009
- J. G. Fichte-Gesamtausgabe der Bayerischen Akademie der Wissenschaften, hg. mit Reinhard Lauth (B1-B7) et al., mit Erich Fuchs (B8-B12) et al., 12 Bde., Frommann Holzboog, Stuttgart, Bad Cannstatt, 2000–2012
  - B12. (hg. mit Erich Fuchs et al.), Johann Gottlieb Fichte, Nachgelassene Schriften 1813/14. Nachtrag, J. G. Fichte-Gesamtausgabe der Bayerischen Akademie der Wissenschaften, series II, vol. 17, Stuttgart-Bad Cannstatt: Frommann Holzboog, 2012; VIII+629 pp.
  - B11. (hg. mit Erich Fuchs et al.), Johann Gottlieb Fichte, Nachgelassene Schriften 1813, J. G. Fichte-Gesamtausgabe der Bayerischen Akademie der Wissenschaften, series II, vol. 16, Stuttgart-Bad Cannstatt: Frommann Holzboog, 2011; IX+416 pp.
  - B10. (hg. mit Erich Fuchs et al.), Johann Gottlieb Fichte, Kollegnachschriften 1812–1814, J. G. Fichte-Gesamtausgabe der Bayerischen Akademie der Wissenschaften, series IV, vol. 6, Stuttgart-Bad Cannstatt: Frommann Holzboog, 2010; IX+575 pp.
  - B9. (hg. mit Erich Fuchs et al.), Johann Gottlieb Fichte, Nachgelassene Schriften 1813, J. G. Fichte-Gesamtausgabe der Bayerischen Akademie der Wissenschaften, series II, vol. 15, Stuttgart-Bad Cannstatt: Frommann Holzboog, 2009; IX+471 pp.
  - B8. (hg. mit Erich Fuchs et al.), Johann Gottlieb Fichte, Kollegnachschriften 1812, J. G. Fichte-Gesamtausgabe der Bayerischen Akademie der Wissenschaften, series IV, vol. 5, Stuttgart-Bad Cannstatt: Frommann Holzboog, 2008; III+566 pp.
  - B7. (hg. mit Reinhard Lauth et al.), Johann Gottlieb Fichte, Briefwechsel 1812-1814, J. G. Fichte-Gesamtausgabe der Bayerischen Akademie der Wissenschaften, series III, vol. 8, Stuttgart-Bad Cannstatt: Frommann Holzboog, 2008; XI+397 pp.
  - B6. (hg. mit Reinhard Lauth et al.), Johann Gottlieb Fichte, Briefwechsel 1810-1812, J. G. Fichte-Gesamtausgabe der Bayerischen Akademie der Wissenschaften, series III, vol. 7, Stuttgart-Bad Cannstatt: Frommann Holzboog, 2007; XII+385 pp.
  - B5. (hg. mit Reinhard Lauth et al.), Johann Gottlieb Fichte, Nachgelassene Schriften 1812-1813, J. G. Fichte-Gesamtausgabe der Bayerischen Akademie der Wissenschaften, series II, vol. 14, Stuttgart-Bad Cannstatt: Frommann Holzboog, 2006; VIII+475 pp.
  - B4. (hg. mit Reinhard Lauth et al.), Johann Gottlieb Fichte, Werke 1808-1812, J. G. Fichte-Gesamtausgabe der Bayerischen Akademie der Wissenschaften, series I, vol. 10, Stuttgart-Bad Cannstatt: Frommann Holzboog, 2005; XVI+479 pp.
  - B3. (hg. mit Reinhard Lauth et al.), Johann Gottlieb Fichte, Kollegnachschriften 1810-1812, J. G. Fichte-Gesamtausgabe der Bayerischen Akademie der Wissenschaften, series IV, vol. 4, Stuttgart-Bad Cannstatt: Frommann Holzboog, 2004; II+513 pp.
  - B2. (hg. mit Reinhard Lauth et al.), Johann Gottlieb Fichte, Nachgelassene Schriften 1812, J. G. Fichte-Gesamtausgabe der Bayerischen Akademie der Wissenschaften, series II, vol. 13, Stuttgart-Bad Cannstatt: Frommann Holzboog, 2002; X+447 pp.
  - B1. (hg. mit Reinhard Lauth et al.), Johann Gottlieb Fichte, Kollegnachschriften 1794-1799, J. G. Fichte-Gesamtausgabe der Bayerischen Akademie der Wissenschaften, series IV, vol. 3, Stuttgart-Bad Cannstatt: Frommann Holzboog, 2000; IX+593 pp.

### Herausgeberschaft von Reihen
- Schopenhauer Jahrbuch, Mitglied im Editorial Board, seit 2022
- Incipiens – Zeitschrift für Erstpublikationen aus der Philosophie und ihrer Geschichte, LMU München, 2013–2016
- Studien zur Phänomenologie und praktischen Philosophie, Nomos (zuvor: Ergon), seit 2005
- Spekulation und Erfahrung, Frommann-Holzboog, 2001–2020
- Europaea Memoria, Olms, seit 2000
- J. G. Fichte-Gesamtausgabe der Bayerischen Akademie der Wissenschaften, als einer der Hauptherausgeber, 2000–2012

## Auszeichnungen (Auswahl)
- Prix Strasbourg (Strassburg Prize) der Stiftung F.V.S. Hamburg (F.V.S. Foundation Hamburg) für den Aufsatz Les qualités de la langue française et l'estimation actuelle du français classique (The qualities of the French language and the current estimation of classical French), 1972
- John G. Diefenbaker Award, Canadian Council for the Arts, 2011–2012

## Nationale und internationale wissenschaftliche Mitgliedschaften (Auswahl)

### Präsidentschaften, Mitgliedschaften und Vorstandstätigkeiten
- Vize-Präsident der North American Kant Society, 1988–1994
- Mitglied des Wissenschaftlichen Beirats/Board of Trustees der North American Kant Society, 1994–2024
- Präsident der Internationalen Johann-Gottlieb-Fichte Gesellschaft e.V., 2000–2003
- Mitglied der Fichte-Kommission der Bayerischen Akademie der Wissenschaften, 2001–2012
- Vorstandsmitglied, Bayerisch-Französisches Hochschulzentrum, 2007–2008
- Ehrenmitglied, Japanische Fichte-Gesellschaft, seit 2007
- Mitglied der Kant-Kommission der Berlin-Brandenburgischen Akademie der Wissenschaften, 2007–2012
- Advisory Board, Centre for European Philosophy an der University of Tasmania, Australien, 2010–2020
- Ehrenmitglied, Asociación Latinoamericana de Estudios sobre Fichte, seit 2010
- Akademischer Beirat, LMU-China Netzwerk, Ludwig-Maximilians-Universität München, 2014–2020
- Wissenschaftlicher Beirat (Comité scientifique), Société d'Études Kantiennes de Langue Française (SEKLF), seit 2015
- Beirat, DFG-Netzwerk Praktische Philosophie nach Kant (1785-1800), 2018–2021

### Mitgliedschaft in Beiratsgremien
- Journal of the History of Philosophy
- North American Kant Society Studies in Philosophy
- Internationales Jahrbuch des Deutschen Idealismus/International Yearbook of German Idealism
- Giornale critico di storia delle idee
- Wuhan Journal of German Philosophy
- Phàsis. European Journal of Philosophy
- Archiv für Geschichte der Philosophie
- Schelling Studien
- Society for German Idealism & Romanticism
- Tsinghua Studies in Western Philosophy
- Aretè. International Journal of Philosophy, Human & Social Sciences
- Rivista di Storia della filosofia
- Journal of Transcendental Philosophy
- Studia Kantiana (Journal of Brazilian Kant Society)
- Buchreihen: Musikphilosophie, Rethinking Kant, New Studies in the History and Historiography of Philosophy, Studi Fichtiani, Estudios Kantianos, Kant's Sources in Translation, New Perspectives in Ontology, Geist und Geisteswissenschaft